# Generation X
Generation X er den demografiske kohorte, der følger efter babyboomer-generationen og kommer før millennials/generation Y. Man bruger typisk fødselsår fra omkring 1965 (undertiden 1967) til 1979 til at definere generation X'erne, selvom nogle kilder bruger fødselsår, der begynder allerede i 1960 og slutter et sted fra 1977 til 1980.
Som børn i 1970'erne og 1980'erne, en tid med omskiftelige samfundsforhold, var generation X'ere undertiden kendt som nøglebørn, fordi de ikke var under opsyn af voksne nær så meget som tidligere generationer, og derfor ofte selv skulle låse sig ind i hjemmet, når de kom fra skole. Dette skyldtes bl.a. flere skilsmisser og kvinders øgede aktivitet på arbejdsmarkedet, før det blev almindeligt at få passet børnene uden for hjemmet. Som unge i 1980'erne og 1990'erne blev generation X'erne også kaldet "MTV-generationen", med henvisning til musikvideokanalen, og de blev undertiden beskrevet som arbejdssky, kyniske og utilfredse. Som unge blev generation X præget af musikgenrerne heavy metal, grunge og hiphop, og foretrak at se alternative indiefilm.
Forskerne beskriver de midaldrende generation X'ere som aktive og glade med god balance mellem arbejde og privatliv. Der er mange iværksættere blandt generation X'ere, som er den sidste generation, for hvem en videregående uddannelse har været en økonomisk gevinst.[kilde mangler] Generation X'ere er ofte forældre til Generation Z.

## Kendetegn

### Som børn og teenagere
Det, som én generation opfatter som fuldstændig tåbeligt, bliver ofte af en ny generation opfattet som fuldstændig genialt.
Forfatterne til bogen 13th Gen: Abort, Retry, Ignore, Fail? fra 1993 om denne generation har beskrevet, hvordan Generation X'ernes barndom faldt i en periode, hvor der var mindre fokus på det at være barn og i stedet mere fokus på det at være voksen. X'erne var børn i en tid med mange skilsmisser: i USA blev skilsmisseraten fordoblet midt i 1960-erne og toppede omkring 1980. Dette hang sammen med et kulturelt skift blandt unge som stiftede familie: de voksnes muligheder for selvrealisering vejede nu tungere end hensynet til børnene, som tidligere havde været det vigtigste. Det samfundsmæssige fokus skiftede fra 1950-ernes 'børnekult' til 1970-ernes 'voksenkult'. I Australien var der blandt X-ernes forældre fra babyboomer-generationen rekordmange skilsmisser.
Generation X var børn under den seksuelle revolution, hvilket mange af dem oplevede som forvirrende og skræmmende, fx hvis forældrene var sammen med andre sex-partnere i hjemmet. De mange skilsmisser førte til, at forholdet til den ene af forældrene, oftest faderen, blev begrænset eller helt afbrudt. I 1970-erne havde kun ni amerikanske delstater fælles forældremyndighed, noget som i løbet 1980-erne efter offentlig debat kom til at gælde for hele USA.
Som børn var generation X også kendt under betegnelsen nøglebørn, når de i dagtimerne fra skolen sluttede og til en af forældrene kom fra arbejde var overladt til sig selv, eller i længere perioder i sommerferien. Nøglebørn fandtes i alle sociale lag, dog især i middel- og overklassen: jo bedre uddannede forældrene var, jo større var sandsynligheden for, børnene var nøglebørn, fordi mødrene her oftere var på arbejdsmarkedet og udbuddet af børnepasningsordninger stadig var begrænset. Det begrænsede samvær med forældrene fik mange X-ere til i højere grad end tidligere at vende sig mod deres jævnaldrende.
I Storbritannien blev generation X kendt som 'Thatcher-børn', fordi de voksede op i de socialt set turbulente år 1979-1990, hvor Margaret Thatcher var premierminister. I Sydafrika voksede generationen op i de politisk højspændte sidste år af apartheid-styret. I USA voksede generationen op med den nyindførte lovgivning mht borgerrettigheder og var de første børn, der blev kørt i skolebus, så at hvide og sorte børn blev blandet. I 1990-erne gik X'erne for at være den mindst racistiske amerikanske aldersgruppe. I 1972 blev i amerikanske skoler piger ligestillet med drenge mht gymnastikundervisning. I Rusland omtales X-erne som 'de sidste Sovjet-børn', idet Sovjetunionen stadig eksisterede i deres barndom.
I amerikanske X-eres barndom begyndte man fra politisk hold at omfordele offentlige midler væk fra børn og børnefamilier og hen til den ældre del af befolkningen. Mens hvert femte amerikanske barn i denne periode voksede op i fattigdom, blev hjælpen til de ældre tildelt uden skelen til deres indtægt eller formue, hvilket fik kritikere til at tale om "gratis sygesikring til ældre millionærer".
I amerikanske X-eres barndom eksploderede brugen af crack, især blandt sorte amerikanere. Det voksende misbrug førte i byområderne til øget kriminalitet og social nød, øget behov for familiepleje samt en kraftigt stigning i antallet af selvmord blandt unge sorte mænd.
Generation X kaldes også MTV-generationen, idet de voksede op med musikvideoer fra MTV, inden for genrer som punk rock, heavy metal, grunge, alternative rock og hip hop.
Det var mens X-erne var unge at AIDS dukkede op, idet det første tilfælde konstateredes i USA i 1981. I 1985 var to millioner amerikanere konstateret HIV-positive, og da der stadig ikke fandtes nogen effektiv behandling, begyndte panikken at brede sig. I skoler blev seksualundervisning målrettet mod AIDS-epidemien, med budskabet om at man kunne dø af ubeskyttet sex.
Generation X var de første børn, der brugte computere i hjemmet og i skolen.
X-ere er normalt børn af enten den stille generation eller den ældre del af babyboomer-generationen.